# Largo de Paysandú
El Largo de Paysandú (en portugués: Largo do Paiçandu) es una importante plaza de la zona central de la ciudad de São Paulo, Brasil. Se encuentra en el distrito de República, dentro de lo que se considera el centro histórico de la ciudad, y está administrado por la Subprefectura de Sé. Fue nombrada en 1865 en honor de la Batalla de Paysandú ocurrida durante la invasión brasileña al Uruguay de 1864. Tiene la forma de un cuadrilátero rodeado por las avenidas São João, Conselheiro Crispiniano, Rio Branco e Dom José de Barros.
Hacia el final del siglo XIX, era una importante zona circense de la ciudad.

## Historia
A mediados del siglo XIX, la zona donde hoy se ubica la plaza era un lugar donde se ubicaban un conjunto de lagunas que formaban arroyos. Ante esta situación, el gobierno de la ciudad dispuso desecar la zona y aplanarla para crear un espacio público que, inicialmente, fue llamado como "Plaza de las Lagunas" (en portugués: "Praça das Alagoas"). En 1865, se le dio el nombre de Largo de Paysandú por una referencia a la Batalla de Paysandú, que tuvo lugar en Paysandú entre tropas brasileñas y uruguayas durante la guerra del Uruguay de 1864. A su vez, el nombre de esta localidad uruguaya es una referencia a las especies Allagoptera arenaria y Allagoptera campestris.
Desde entonces, el Largo do Paiçandu ha permanecido poco valorizado, manteniendo su carácter periférico con una ocupación reducida. A partir de la década de 1920, con la expansión de la ciudad hacia el Vale do Anhangabaú y la formación del Nuevo Centro, la zona de Paysandú comenzó a recibir una mayor atención. En 1922, se instaló el famoso bar y merendero Ponto Chic, lugar de efervescencia cultural y política de São Paulo.

### El Café dos Artistas y el Payaso Piolín
A finales del siglo XIX, el Café dos Artistas se hizo conocido por reunir a empresarios y artistas de circo, y tenía lugar en el Largo do Paiçandu, ya que se consideraba un lugar de tertulias y un punto de referencia para artistas que buscaban trabajo y empresarios que buscaban artistas para dirigir. Pero en 1920, la historia quedó definitivamente marcada tras las temporadas de las compañías Irmãos Queirolo y Alcebíades & Seyssel, cuya atracción era el payaso Piolim, que marcó la capital paulista con sus actuaciones (uno de los payasos reconocidos por la Semana de Arte Moderno).  Tras su reconstrucción y vitalización, la zona se convirtió en un centro de cultura y entretenimiento con la apertura del Teatro Politeama en 1892, y el Circo do Piolim, que fue una de las principales atracciones de la zona, convirtiéndose en un importante punto de referencia de la ciudad. 

### Cinelândia

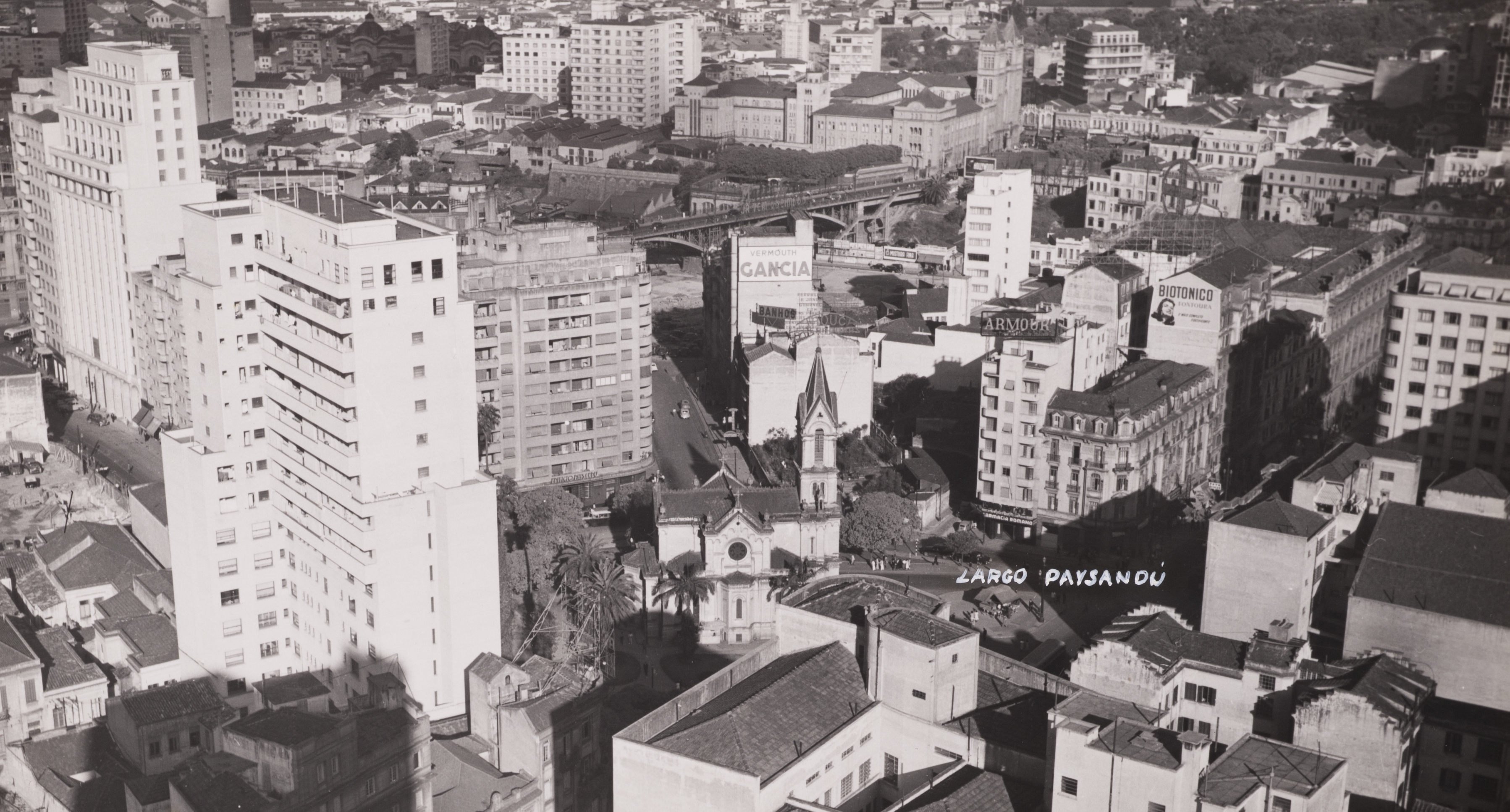
Largo Paiçandu (década de 1990)

A principios del siglo XX, entre las décadas de 1930 y 1950, la plaza a denominarse "Cinelândia de São Paulo", una zona caracterizada por su aspecto cultural y su gran bullicio.
La antigua Cinelândia era famosa por sus salas de cine de diferentes tamaños y también por su serie de establecimientos como teatros, salas de baile, discotecas y cabarets que contribuyeron a la fama del lugar. También existía un famoso bar llamado "Bar dos Artistas" en el Largo do Paiçandu, que determinó el eje como una verdadera pasarela para la élite paulista.
En 1955, se instaló junto a la iglesia una estatua en honor a las Niñeras de Leche (esclavas que amamantaban a los recién nacidos cuyas madres no tenían leche). Fue llamada "Estatua de la Madre Negra", esculpida por Julio Guerra. Actualmente, el uso residencial de la zona es reducido, debido a la construcción de grandes edificios comerciales. Por lo tanto, la zona carece de servicios para las clases bajas, mostrando un alto número de personas sin hogar en la zona.
El 1 de mayo de 2018, el antiguo edificio Wilton Paes de Almeida, situado en la plaza Paysandú, sufrió un incendio y se derrumbó, dejando sin hogar a varias familias, que ocupaban el inmueble de forma irregular.

## Iglesia Nuestra Señora del Rosario de los Hombres Negros
En el centro de la plaza se encuentra la Iglesia Nuestra Señora del Rosario de los Hombres Negros, que fue construida gratuitamente por trabajadores negros y consagrada en 1906, cuando una gran procesión, acompañada por una banda musical, trasladó las imágenes desde el antiguo templo, que se encontraba en el Largo do Rosário, actual Praça Antônio Prado. En 1872, João Teodoro Xavier decidió abrir una plaza frente a la iglesia, debido a la expropiación de las pequeñas propiedades allí situadas, y pasó a llamarse Largo do Rosário.
La Iglesia de Nuestra Señora del Rosario de los Negros realiza celebraciones anuales por la liberación de los esclavos, el 13 de mayo, y también por el Día de la Conciencia Negra, el 20 de noviembre. En algunas de estas celebraciones, además de las misas afro, también hay otros eventos y programas, como ferias afro, conciertos de góspel y conciertos de la comunidad de samba. 

## Galería del Rock
Uno de los edificios más conocidos y visitados del Largo do Paiçandu es el Centro Comercial Grandes Galerias, popularmente conocido como la Galería del Rock. De arquitectura moderna, el edificio es ondulado y tiene cuatro plantas, donde cuenta con tiendas con artículos relacionados con el género, como tiendas de serigrafía y arte, muchas tiendas de ropa y complementos, tiendas de discos, tiendas de skate, estudios de tatuajes, tiendas con artículos de hip hop en el sótano y una peluquería dirigida a este público.

## La Galería del Reggae
Su nombre oficial es Galería Presidente pero debido a que ha sido considerada el hogar de la cultura afro en la ciudad de São Paulo desde la década de 1960, la hermana menor, más joven y menos conocida de la "Galeria do Rock" es comúnmente conocida como la "Galeria del Reggae". Repartidas en cuatro plantas, abundan las tiendas de discos, estancos, tiendas de skates y similares y, sobre todo, salones de belleza cualificados en la aplicación de dreads y trenzas, así como tiendas de cosméticos especializadas en artículos para pieles negras y morenas.